# Körperich
Körperich es un municipio localizado en el oeste de Alemania, dentro del estado federado de Renania Palatinado. Está situado al noroeste de Tréveris, en la región natural de Eifel y en una posición fronteriza con Luxemburgo.

## Historia
.

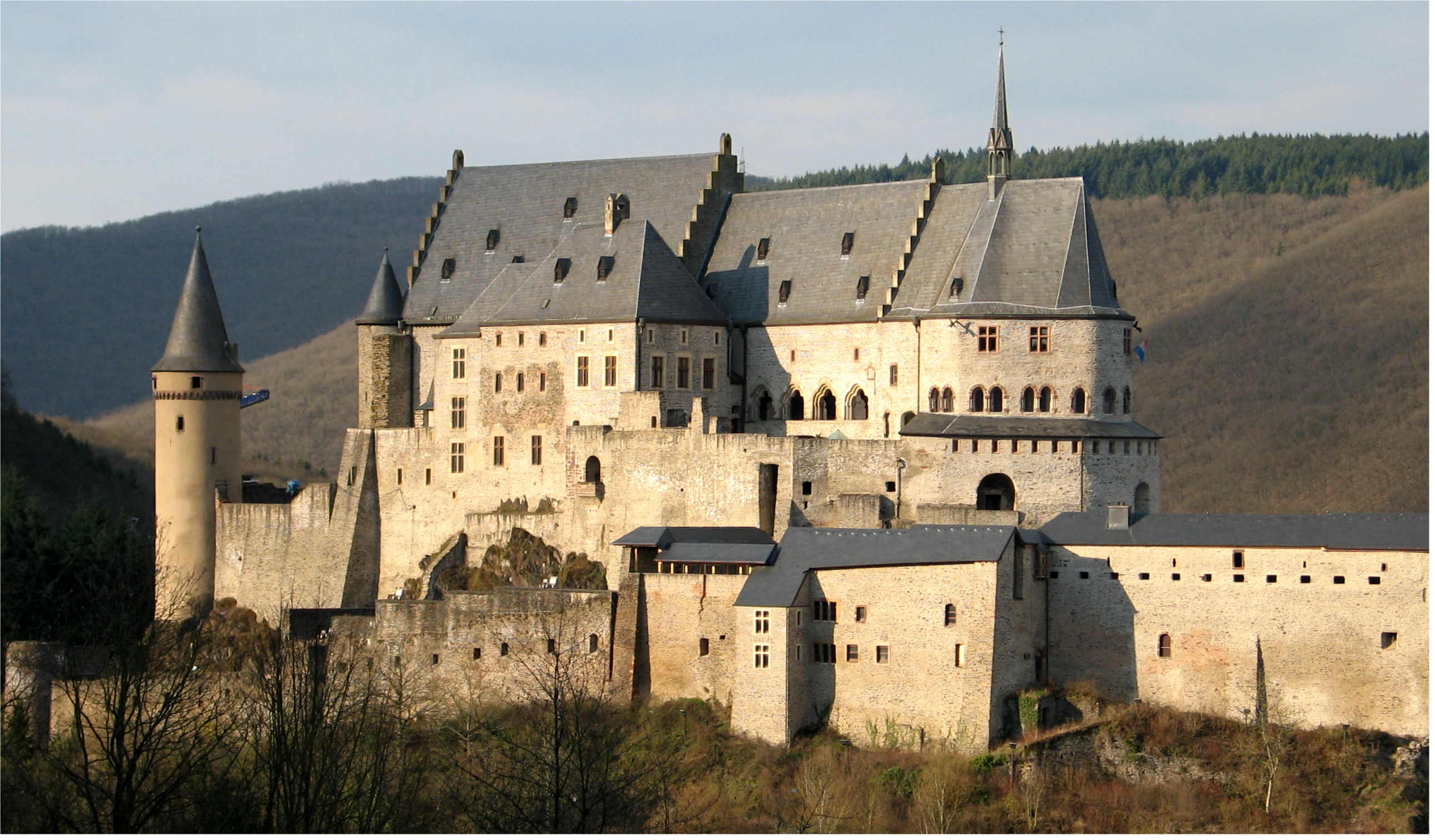
Castillo de Vianden, situado a 6 km de Körperich, ya en la actual Luxemburgo. Era la sede del condado homónimo al que perteneció la localidad.

Se estima que el área de Körperich fue habitada en tiempos romanos ya que se han encontrado restos de tumbas y edificios. En un documento fechado en el 783 aparece una población con el nombre Geine an der Geihe, posiblemente, la antecesora de la actual ya que Geihe era el nombre dado al actual arroyo Gaybach que atraviesa la localidad. En documentos eclesiásticos se usan topónimos similares al actual: Kirpurg en 1330 y Kirprich en 1570.
Durante la Plena y Baja Edad Media fue una villa perteneciente al condado de Vianden situado dentro del ducado de Luxemburgo y que alcanzó un gran poder. Tras la ocupación por tropas francesas en 1794, el condado fue disuelto y anexionado a Francia junto al resto del territorio al oeste del Rin. La posterior derrota final de Napoleón condujo a una partición de su territorio por acuerdo en el congreso de Viena. En esta división se estableció que el río Our quedase como frontera. La parte occidental fue asignada a Luxemburgo y la oriental —donde se situaba Körperich— a Prusia.

## Geografía

Situación de Körperich dentro del distrito de Bitburg-Prüm.

### Localización
El municipio de Körperich se sitúa en el oeste de Renania-Palatinado, junto la frontera con Luxemburgo. Tiene los siguientes límites:
| Noroeste: Bauler                                                       | Norte: Bauler y Berscheid  | Noreste: Geichlingen                         |
| Oeste: Luxemburgo, Roth an den Our, Gentingen y Ammeldingen an der Our |                            | Este: Lahr, Hüttingen bei Lahr, Hommerdingen |
| Suroeste: Wallendorf                                                   | Sur: Wallendorf y Biesdorf | Sureste: Kurchten                            |

### Características del territorio
El término municipal de Körperich abarca una superficie de 1911 ha. El casco urbano, en sí, ocupa unas 162 ha y se sitúa a una altitud aproximada de 258 m s. n. m.. El área cultivada y de pastos se compone de 933 ha (52 %) y supone la mayor parte del término. Las áreas boscosas abarcan 736 ha (39 %) y las sumergidas por el agua unas residuales 15 ha (1 %).
Su territorio es atravesado por el arroyo Gaybach que desemboca en el río Sûre al sur. A este arroyo se unen el Geichlinger Bach y el Notzenbach. El arroyo Teggelbach, por su parte, discurre por el norte del término y desemboca en el río Our.
La localidad está situada en la región natural de Eifel donde, debido a su altitud, rige un clima continental dentro del área de clima oceánico del noroeste de Europa. Está caracterizado por una mayor oscilación térmica anual así como nieves y heladas durante el invierno. Los valores climáticos medios de la estación meteorológica de Tréveris situada a 42 km son los siguientes:
| Parámetros climáticos promedio de la estación de Tréveris  | Parámetros climáticos promedio de la estación de Tréveris | Parámetros climáticos promedio de la estación de Tréveris | Parámetros climáticos promedio de la estación de Tréveris | Parámetros climáticos promedio de la estación de Tréveris | Parámetros climáticos promedio de la estación de Tréveris | Parámetros climáticos promedio de la estación de Tréveris | Parámetros climáticos promedio de la estación de Tréveris | Parámetros climáticos promedio de la estación de Tréveris | Parámetros climáticos promedio de la estación de Tréveris | Parámetros climáticos promedio de la estación de Tréveris | Parámetros climáticos promedio de la estación de Tréveris | Parámetros climáticos promedio de la estación de Tréveris | Parámetros climáticos promedio de la estación de Tréveris |
| Mes                                                        | Ene.                                                      | Feb.                                                      | Mar.                                                      | Abr.                                                      | May.                                                      | Jun.                                                      | Jul.                                                      | Ago.                                                      | Sep.                                                      | Oct.                                                      | Nov.                                                      | Dic.                                                      | Anual                                                     |
| ---------------------------------------------------------- | --------------------------------------------------------- | --------------------------------------------------------- | --------------------------------------------------------- | --------------------------------------------------------- | --------------------------------------------------------- | --------------------------------------------------------- | --------------------------------------------------------- | --------------------------------------------------------- | --------------------------------------------------------- | --------------------------------------------------------- | --------------------------------------------------------- | --------------------------------------------------------- | --------------------------------------------------------- |
| Temp. máx. media (°C)                                      | 3.1                                                       | 5.1                                                       | 9.1                                                       | 13.4                                                      | 18.1                                                      | 21.2                                                      | 23.3                                                      | 22.9                                                      | 19.5                                                      | 14.1                                                      | 7.4                                                       | 4                                                         | 13.4                                                      |
| Temp. mín. media (°C)                                      | −1.4                                                      | −0.9                                                      | −1.4                                                      | 4                                                         | 7.8                                                       | 10.9                                                      | 12.5                                                      | 12.3                                                      | 9.7                                                       | 6.4                                                       | 2.2                                                       | -0.4                                                      | 5.4                                                       |
| Lluvias (mm)                                               | 60                                                        | 55                                                        | 64                                                        | 53                                                        | 68                                                        | 73                                                        | 70                                                        | 71                                                        | 59                                                        | 65                                                        | 74                                                        | 74                                                        | 786                                                       |
| Días de lluvias (≥ 1.0 mm)                                 | 17                                                        | 14                                                        | 12                                                        | 13                                                        | 12                                                        | 13                                                        | 13                                                        | 13                                                        | 12                                                        | 14                                                        | 15                                                        | 15                                                        | 163                                                       |
| Fuente: Wetterkontor (valores para el periodo 1961 a 1990) |                                                           |                                                           |                                                           |                                                           |                                                           |                                                           |                                                           |                                                           |                                                           |                                                           |                                                           |                                                           |                                                           |

### Comunicaciones
Por el término de Körperich discurre la carretera federal (Bundesstraße) B50 que comienza en Gau-Bickelheim y tras 130 km finaliza en la frontera con Luxemburgo a la altura de Roth an der Our. Esta vía no atraviesa el casco urbano sino que pasa algo más al norte y comunica la localidad con la citada Roth an der Our al oeste y con Geichlingen al este. 
Para acceder a esta carretera desde el casco urbano se utiliza la  carretera regional (Landesstraße) L1 que también comunica con Bauler y Rodershausen al norte mientras que al sur lo hace con la población de Biesdorf continuando junto a la frontera hasta Bollendorf y Echternacherbrück. Del casco urbano parte la L8 que la conecta con Mettendorf. 
De la citada L1, al sur del término, parten varias carreteras comarcales (Kreisstraße) para acceder a poblaciones vecinas: K3 a Ammeldingen an der Our; K92 a Wallendorf; K1 a Kruchten y K3 a Hommerdingen
No tiene comunicación por tren y las estaciones más accesibles se sitúan en Ettelbruck (Luxemburgo) a 21 km y en Hüttingen (Birburgo) a 30 km.
El municipio entra dentro del ámbito del transporte público de la región de Tréveris. Una línea de autobús, la 444, que parte desde Roth an den Our conecta la localidad con Bitburgo y poblaciones intermedias. Otra línea, la 445, discurre de norte a sur y conecta con las poblaciones situadas en estos ámbitos. La 441, por su parte, permite viajar hasta Tréveris.
Los aeropuertos más cercanos son los de Luxemburgo a unos 52 km y Fráncfort-Hahn a unos 107 km.

## Demografía

### Hábitat humano
A 31 de diciembre de 2015 vivían 1086 individuos en el municipio. La evolución de la población ha experimentado un leve pero constante descenso desde 1961 que la llevó desde 1167 habitantes en 1961 a 1046 en 1987. Posteriormente se ha recuperado levemente para alcanzar los actuales 1086. En 2015, 74 nuevas personas fijaron su residencia en Körperich mientras que 73 partieron de la localidad para vivir en otros lugares. Esto supuso un saldo migratorio positivo de 1 individuo. Su densidad de población se sitúa en 57 habitantes por km², inferior a la que se da en Renania-Palatinado donde viven 204 personas por km².
El casco urbano de la localidad se compone principalmente de viviendas unifamiliares (79 %) u ocupadas por dos hogares (17 %). Las edificaciones que albergan más de tres viviendas son escasas, un 4 % que suponen un 14 % de los hogares.

### Características sociales
| Hombres | Edad     | Mujeres |
| ------- | -------- | ------- |
| 6,92    | 75 y más | 10,56   |
| 4,46    | 65-75    | 4,64    |
| 5,91    | 55-65    | 5,55    |
| 8,46    | 45-55    | 6,10    |
| 6,37    | 35-45    | 6,55    |
| 5,10    | 25-35    | 5,46    |
| 4,37    | 15-25    | 5,00    |
| 7,19    | 0-15     | 7,37    |

En 2015, de los 1086 habitantes, 534 eran hombres y 552 mujeres. Un 15 % eran extranjeros, porcentaje superior al 10 % que se daba a nivel regional y al 9 % para el total de Alemania.
Dentro del ámbito religioso, según el censo de 2011, un 92 % de los habitantes se declaraban cristianos (88 % católicos y 4 % evangélicos) mientras que un 8 % profesaban otras religiones o no seguían ninguna. El porcentaje de cristianos era superior al total regional, que se sitúa en un 77 % (45 % católicos y 32 % evangélicos) y al nacional, donde se censaba un 59 % (30 % católicos y 29 % evangélicos).
De acuerdo al mismo censo de 2011, las familias con hijos representaban el 37 %, menos que el total regional del 56 %. Las familias monoparentales eran el 7 %. A nivel regional, este tipo de familia suponía el 12 %.

### Asociaciones
Los habitantes de Körperich cuentan con algunas asociaciones. Aparte de un cuerpo de  bomberos voluntarios y un club de fútbol, han formado una agrupación musical; una comparsa de carnaval; una coral; un grupo de atletismo; un club para la piscina; un grupo de teatro; un grupo de apoyo para la residencia local de la tercera edad; un club de tiro (Schützenverein); un grupo de apoyo para la guardería local; un grupo de voluntarios de la Cruz Roja; un grupo juvenil así como un grupo que mantiene las tradiciones locales.

## Administración

### Estructura
El municipio está regido por un consejo de dieciséis miembros dirigido por el alcalde. En el ejercicio de 2014 tuvo unos ingresos totales de 1 473 000 euros y unos gastos 1 840 000 euros. Al final de ese ejercicio mantenía una deuda de 902 000 euros.
Junto a otros sesenta y seis municipios vecinos forman la mancomunidad Verbandsgemeinde Südeifel, con sede en Neuerburg, que asume un buen número de responsabilidades tales como: funcionamiento de los centros escolares; protección antiincendios; construcción y funcionamiento de centros deportivos; abastecimiento de agua potable y ordenamiento urbanístico. Igualmente se responsabiliza de la gestión de competencias estatales como la emisión de documentos de identidad o la ordenanza en las carreteras. La mancomunidad tiene una caja propia que se nutre con las aportaciones de los municipios que la integran.
Judicialmente se encuentra dentro de los siguientes ámbitos : local o  Amtsgericht de Bitburgo, el regional o Landgericht de Tréveris y el regional superior o Oberlandesgericht de Coblenza.

### Política
| Resultados electorales en el municipio de Körperich (datos en %) |               |      |      |     |     |       |       |       |
| Elecciones                                                       | participación | SPD  | CDU  | AfD | FDP | Grüne | Linke | otros |
| Federales 2013                                                   | 65,7          | 26,0 | 50,5 | 2,7 | 8,7 | 7,8   | 2,1   | 2,2   |
| Europeas 2014                                                    | 47,0          | 31,6 | 48,9 | 3,8 | 1,9 | 8,3   | 2,3   | 3,2   |
| Regionales 2016                                                  | 69,6          | 43,3 | 34,5 | 6,2 | 7,0 | 5,3   | 1,3   | 2,4   |

En cuanto a simpatías políticas, estas muestran una variación dependiendo del tipo de elecciones. Así, mientras que en las elecciones federales, el partido más votado fue la CDU (Unión Demócrata Cristiana), en las elecciones regionales, este puesto lo alcanzó el SPD (Partido Socialdemócrata).
Para las elecciones municipales, en Renania-Palatinado rige un sistema de elección con listas abiertas por el cual los electores dan su voto a individuos particulares independientemente del partido al que pertenezcan.

## Infraestructuras

### Sanidad
En el municipio no hay farmacia. Las más cercanas se encuentran en Mettendorf y Bollendorf a 7 km y 14 km respectivamente. En cambio, sí tienen consulta abierta un médico de medicina general y un dentista.
En cuanto a hospitales, hay un centro de salud situado en Neuerburg a 16 km así como hospitales en Bitburgo (26 km) y Prüm (44 km). En Bitburgo también existe un centro pediátrico que atiende a niños con problemas físicos y psíquicos.
Para el cuidado a domicilio de ancianos y enfermos existe un servicio en Mettendorf;  una delegación de Cáritas en Bitburgo y delegaciones de la Cruz Roja tanto en la propia localidad como en Bitburgo.
Por otro lado, en el municipio existe una residencia de la tercera edad apoyada por un grupo voluntario local.

### Educación
Körperich cuenta con guardería y escuela infantil católica donde también acuden niños de localidades vecinas. También existe una biblioteca pública.
Para la educación primaria dispone de un centro con nueve profesoras. La secundaria, sin embargo, tiene que ser seguida en una escuela situada a 16 km en Neuerburg, cabeza de la mancomunidad. Con el bachillerato sucede lo mismo, se imparte en el Staatliches Eifel-Gymnasium de la misma localidad.

### Deporte
El municipio cuenta con un equipo local de fútbol: FC Körperich fundado  en 1932. También tiene una piscina así como un centro juvenil multiusos que permite la práctica varios deportes. El senderismo y el ciclismo se pueden practicar en un buen número de rutas que discurren por el término municipal.

### Protección
La localidad no cuenta con comisaría de policía y depende de la situada a 44 km en Prüm que, a su vez, depende de la dirección de policía de Wittlich.
Para el servicio de protección antiincendios, Körperich cuenta con su propia agrupación de bomberos voluntarios que atiende al municipio y ayuda en las localidades vecinas. También existe una agrupación juvenil donde se ejercitan los futuros miembros.

### Religión
En el ámbito religioso, respecto a la confesión católica, la localidad cuenta con la iglesia de St. Hubertus que está incluida dentro de la diócesis del obispado de Tréveris y forma una comunidad con las de Nusbaum, Kruchten y Geichlingen.
Para la confesión evangélica, se integra en la «Iglesia Evangélica de Renania» dentro de su distrito de Tréveris. No existe templo propio y dependen de la comunidad de Bitburg.

## Economía

### Actividades
En el municipio existen 16 explotaciones agropecuarias que disponen, de media, de 58 ha cada una. La cabaña ganadera se compone de 1321 cabezas de ganado bovino de las cuales 444 son vacas lecheras.
Dentro del sector secundario, funcionan tres destilerías; una empresa de construcción; una panadería y una empresa de carpintería.
En el sector terciario hay dos talleres de vehículos; una floristería; una peluquería; un taller eléctrico; dos almacenes de piensos y abonos; una empresa instaladora de calefacciones y sanitarios;  una oficina bancaria; una empresa de pinturas; un supermercado; un comerciante de bebidas; una empresa de pompas fúnebres y una joyería. Adicionalmente, dentro de este sector, también existen varios establecimientos de hostelería.

### Trabajo
| Lugar de trabajo de los habitantes del municipio de Körperich (2011) | Personas | %     |
| -------------------------------------------------------------------- | -------- | ----- |
| Habitantes que trabajan en la misma localidad                        | 155      | 58 %  |
| Habitantes que trabajan otras localidades                            | 102      | 38 %  |
| Habitantes en situación de desempleo                                 | 12       | 4 %   |
| Total población activa                                               | 269      | 100 % |
|                                                                      |          |       |
| Ocupación de los puestos de trabajo en Körperich (2011)              | Puestos  | %     |
| Puestos ocupados por personas que viven en la localidad              | 155      | 56 %  |
| Puestos ocupados por personas que viven en otras localidades         | 123      | 44 %  |
| Total puestos de trabajo                                             | 278      | 100 % |

Habitualmente, 123 personas vienen a trabajar diariamente al pueblo mientras 102 parten de la población para ejercer sus actividades en otros lugares.
La población activa de Körperich la componen 269 personas de las que un 38 % desarrollan su trabajo fuera de la localidad. Los puestos de trabajo, por su parte, son 278 de los que un 44 % son ocupados por personas que viven en otras localidades y acuden diariamente a la localidad para trabajar.

### Nivel económico
La población en el total del municipio tiene un nivel económico inferior en comparación con el resto del país. Los ingresos medios anuales de los habitantes obligados a pagar impuestos son de 26 110 euros, un 20 % inferiores a la media de Alemania que se sitúa en 31 500 euros. La tasa media de impuestos que pagan es del 14,4 % mientras que la media nacional se sitúa en el 17,4 %.

## Turismo

### Elementos destacados

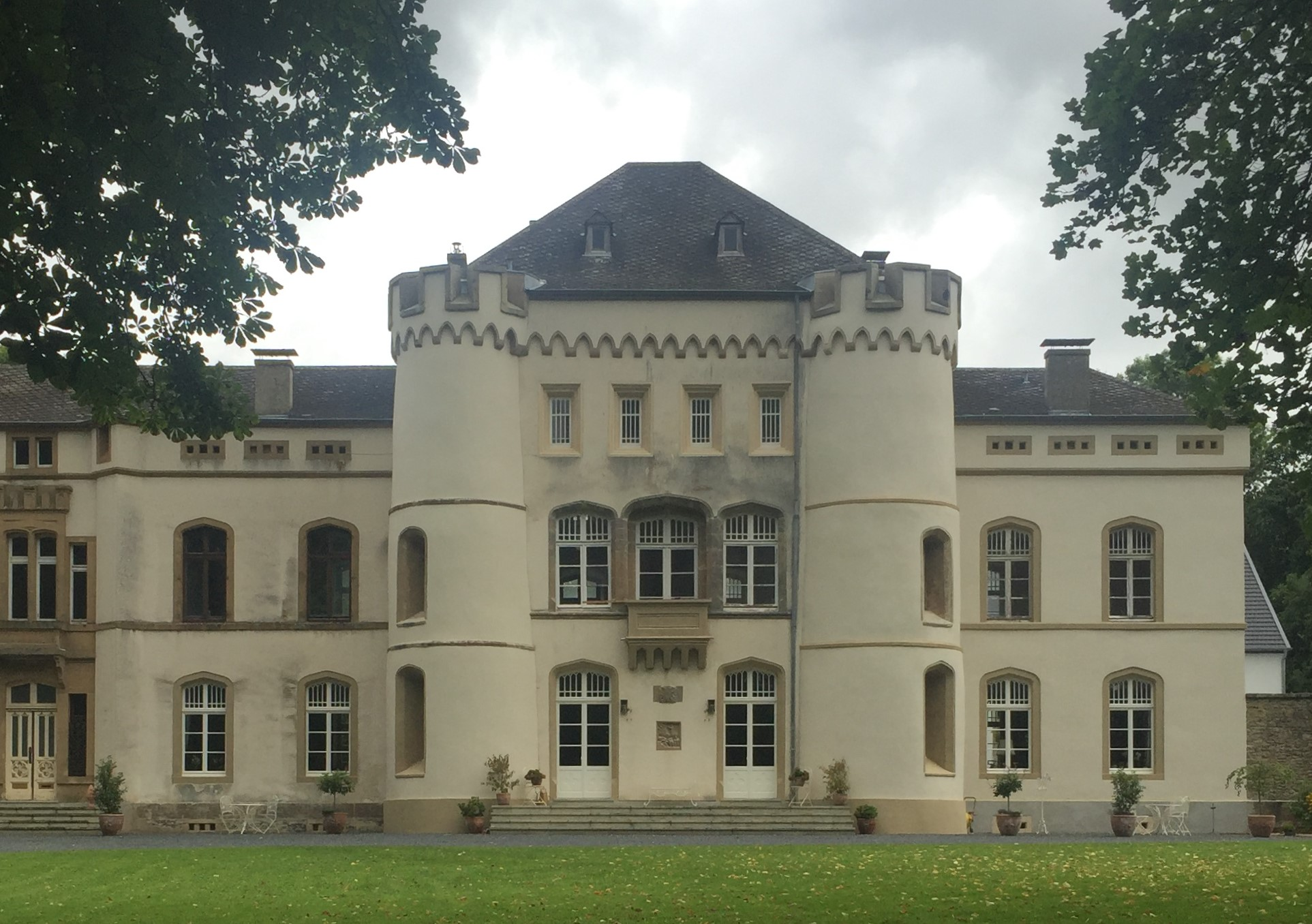
El denominado Schloss Kewenig construido a finales del. Está catalogado como Denkmal (bien cultural) y es uno de las construcciones más notables en el municipio.

El municipio de Körperich cuenta con dieciséis edificios, instalaciones o elementos calificados como bien cultural o Denkmal por la «Dirección General de Herencia Cultural de Renania-Palatinado»:
Hubertusstrasse: iglesia parroquial de San Humberto construida en 1790 y una vivienda de 1804.
Bohnenweg: antiguo molino para harina y aceite construido en 1800.
Petrusstrasse: cruz del cementerio datada en 1873.
Körperich-Niedersgegen:
Donatusstrasse: iglesia de San Dionisio de 1734; granja de 1716 y una vivienda de mediados del siglo XIX.
Schlossstrasse: palacio Schlossgut Niedersgegen o Petry cuyas partes más antiguas datan del siglo XIV; vivienda tipo palacio conocida como Schloss Bouvier, de mediados del siglo XIX y utilizada actualmente como residencia estudiantil.
Junto al arroyo Notzenbach: palacio Schloss Kewenig de finales del siglo XIX
Körperich-Obersgegen:
Kapellenweg: iglesia de San Antonio de 1880
Antoniusstrasse: vivienda de 1787 y dintel de 1770 en otra vivienda.
Junto a la carretera a Geichlingen: cruz del camino instalada en 1950
Körperich-Seimerich:
Arroyo Gaybach: puente de piedra construido en 1886
Aparte de estos, tiene también otros elementos destacados: instalaciones de la línea Sigfrido; el molino Gaymühle junto al arroyo Gaybach; una necrópolis datada en el 220 d. C.; restos romanos junto al arroyo Geichlinger Bach; una cruz del camino en la Höhenstrasse; el molino Knappmühle junto al arroyo Notzenbach; un horno de cal; un molino en la Schlossstrasse; un molino junto al Schloss Petry; una capilla en Obersgegen; un roble centenario (circa 425 años) en la frontera con Luxemburgo; una cruz del camino en la Bitburger Strasse de Obersgegen; el molino Schneidemühle.

### Atracciones

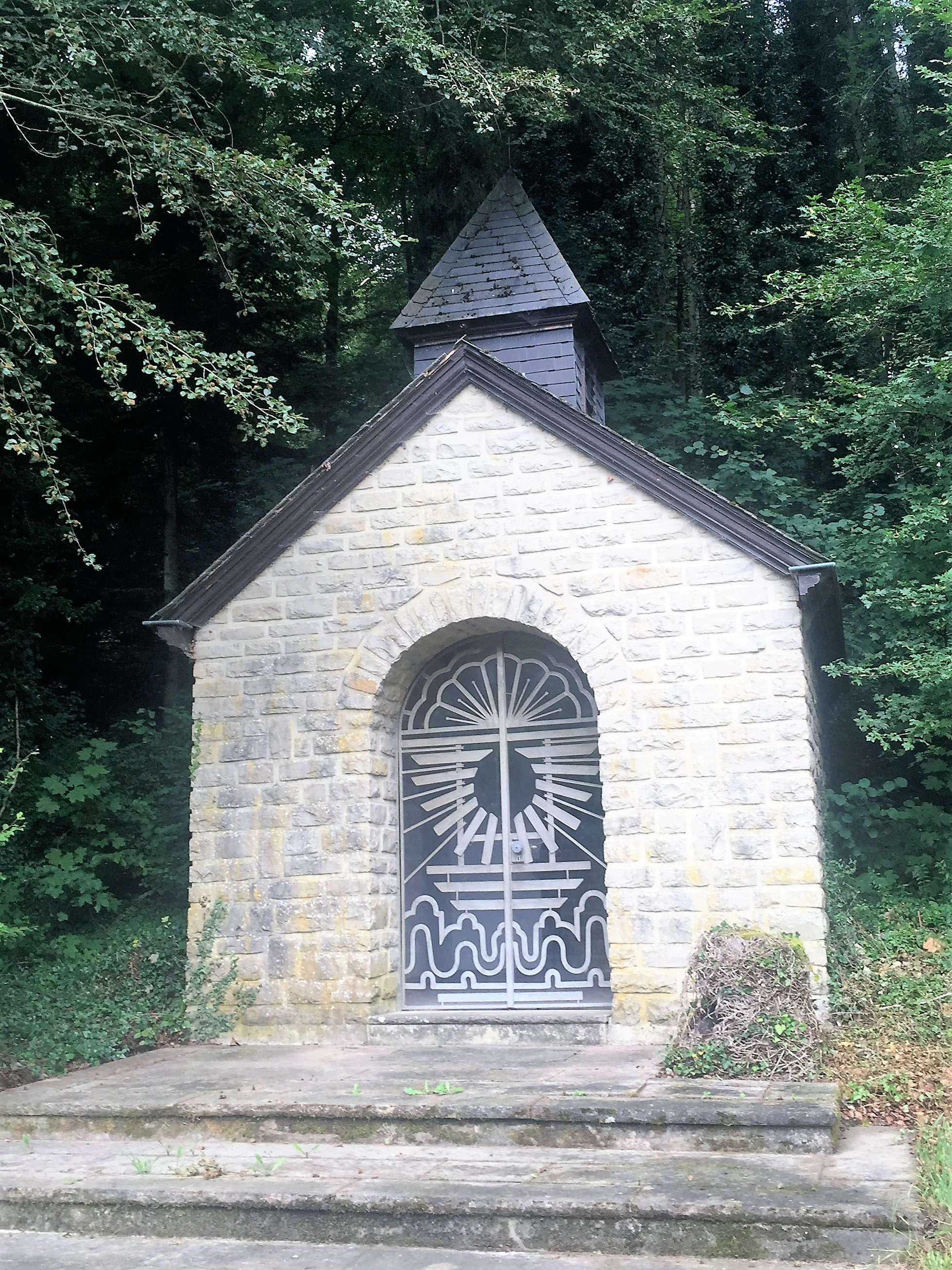
Capilla en el bosque cerca de Körperich.

Para coordinar el área turística, el municipio tiene constituida la asociación Fremdenverkehrsgemeinschaft Suedeifel e.V. junto a varios municipios vecinos. Tiene su sede en Körperich y cuenta con página web propia.
La asociación organiza y promociona la denominada Ferienregion Goldener Grund (región de vacaciones tierra dorada). Su oferta está bastante centrada en la naturaleza, destacando el senderismo en las rutas que atraviesan su demarcación, tales como la ruta del parque natural Südeifel o el camino de Matías (Matthiasweg). Para el ciclismo, atraviesa el término la ruta Aquisgrán-Tréveris de 239 km.  También el motociclismo tiene una ruta de 265 km que pasa por Körperich llamada Südeifel und Luxemburg.

### Infraestructura
En su página web, la asociación turística incluye una relación de los establecimientos hoteleros disponibles. En el municipio existen diecinueve que ofrecen un total de 197 camas. En 2015 recibieron a 3374 huéspedes que pasaron una media de 3 noches cada uno.
La tipología de los establecimientos es muy variada: hoteles, pensiones, granjas, casas de vacaciones y camping. En el ámbito hostelero, la localidad también cuenta con varios restaurantes y cafés.

## Otra bibliografía utilizada en el artículo
1. Bevölkerung und Haushalte (2011).  Statistischer Landesamt Rheiland-Pfalz, ed. Zensus 2011. Bevölkerung und Haushalte: Gemeinde Körperich (PDF) (en alemán). Consultado el 26 de enero de 2017.

- Datos: Q643131
- Multimedia: Körperich / Q643131